# Desmodium distortum
Desmodium distortum är en ärtväxtart som först beskrevs av Jean Baptiste Christophe Fusée Aublet, och fick sitt nu gällande namn av James Francis Macbride. Desmodium distortum ingår i släktet Desmodium och familjen ärtväxter. Inga underarter finns listade i Catalogue of Life.